# Finokaliá (Lassíthi)
Finokaliá, en grec moderne : Φινοκαλιά, est un village du dème d'Ágios Nikólaos, dans le district régional de Lassíthi de la Crète, en Grèce. Il est situé à 32 km de Neápoli.

## Source de la traduction
- (el) Cet article est partiellement ou en totalité issu de l’article de Wikipédia en grec moderne intitulé « Φινοκαλιά Λασιθίου » (voir la liste des auteurs).